# アサーン
アサーン (Athearn) は、かつてアメリカにあった鉄道模型メーカー。現在はホライズン・ホビー傘下の鉄道模型ブランドである。

## 概要
アメリカにおいて1946年に創業したHOスケール鉄道模型のメーカーである。当初はOスケールを、後にHOスケールの車両キットを主に製造・販売した。現在は、同業のホライズン・ホビー傘下において、HOスケール完成品、Nスケール完成品、および1/50スケールの自動車模型が製造・販売されている。日本では「アサーン」と呼称されるが、アメリカでは「エイサーン」と呼称される。

## 歴史
1938年、アーヴィン・エイサーン(Irvin Athearn) は、実家に精巧なOスケールのレイアウトを自身で製作した。そのレイアウトを売却する広告を出したところ、非常に多くの反応があったことから、アーヴィンは鉄道模型を販売することで生計を立てようと決意した。1940年代、アーヴィンは実家で鉄道模型を生産・販売し、1946年に小売店を開業した。1948年、カリフォルニア州ホーソーンに工場を分離し、同時に直流二線式のHOスケール鉄道模型に参入した。
アサーンは「99セントディーゼル」の製造元として著名なGlobe Modelsの製品群を買収して編入した。この製品は無動力のダミー機関車とは言え定価99セントと言う驚異的な低価格を実現したもので、市場で大きな注目を集めるに至った他、客車や貨車などを幅広く販売した。早くもこの時期、全軸駆動の採用と集電経路の改良に注力しており、技術革新の一つである「Hi - F」駆動機構は輪ゴム状の小さなゴムベルトでモーター軸から動輪に伝達するものであった。両軸モーターを用いたことで全軸駆動を可能とし、さらに、普及価格帯の製品としてはいち早く両方の軸にフライホイールを装備し、微細な集電不良による走行不良を一掃した。
1960年頃、ボストン・アンド・メイン鉄道のP-4クラスパシフィック形蒸気機関車を、大量生産に適した亜鉛製ダイカスト成形の動力部と、プラスチック製射出成形の車体 (ボイラー、キャブ、テンダーなど) という構成で発売した。集電はテンダー台車の左右両輪から行い、ウォームギアで駆動していた。初期製品は集電に難があったが、後に改善された。この製品はウィルソンモーターが入手できなくなったことで販売が終了し、他の、より先進的なモーター用に再設計されることはなかった。
アサーンの車両には、ばねとイコライザーを効かせた台車を持った貨車やスケールどおりの長さの車両の他、バッド社製客車やヘビーウェイト客車などのように通常は車体長8ft長の車輛を72ft長で模型化しよたうに、体を短縮した手軽に運転できるショーティーも含まれている。アサーン製品は、窓付きのパッケージに収められた完成品と、組み立てが簡単なキットのかたちで提供され、いつでも入手しやすく、求めやすい価格で販売されていたため、HOスケールの代表的な鉄道模型として人気を博した。
アーヴィンは1991年に死去し、1994年には新たな経営者が経営権を掌握した後も、これまでどおり高品質な模型製品を手頃な価格で販売した。その後2004年にホライズン・ホビーに買収され、カリフォルニア州コンプトンからカーソンに工場を移転した。
2008年9月にはオーバーランド・モデルズから、同社のプラスチック製品シリーズであるタワー55 (Tower55) のエボリューション・シリーズとEMD SD70ACeの金型を買い取った。
2009年半ばには、これまでアメリカで生産していた全ての製品の生産を中国に移転し、倉庫を親会社のホライゾン社に移した。販売と製品開発はカリフォルニア州ロングビーチの小規模な施設に移転した。そして同年10月16日、アサーンは、製造コストと人件費の増加によって競争力のある価格を維持する事が困難となったとし、キット製品「ブルーボックス」の販売を全て終了すると発表した。

" 私達はアサーンにおいて私達のブルーボックスのキットの生産を終了するという困難な決定をしました。これには複数の要因がありいずれもこの挑戦的な決定に貢献しましたが根本的な要因は手頃な価格を中心に展開してきた私たちのブルーボックスのキットは市場での整合が確保されなくなった事に起因する。残念なことに生産と労働の経費が上昇する事によって私達の完成品と価格的に競争力のある値段で供給することが困難になると予想していた。" ~~アサーンからのeメールから抜粋

## 製品
現在では以下の製品が展開されている。
HOスケール
HOスケールでは、通常製品の「レディ・トゥ・ロールシリーズ」 (Ready To Roll Series) と、高級路線の「ジェネシスシリーズ」 (Genesis Series) があり、機関車にはサウンド機能を付加したデジタルコマンドコントロール対応製品が存在する。
Nスケール
Nスケールの一部の機関車では、HOスケールと同様にサウンド機能を付加したデジタルコマンドコントロール対応製品が存在する。
自動車模型
1/50スケールにて自動車模型が展開されている。